# 阿佐井野宗瑞
阿佐井野 宗瑞（あさいの そうずい、文明5年（1473年） - 天文元年5月19日（1532年6月22日））は、室町時代後期の出版人、豪商。号は雪庭。家は屋号を能登屋もしくは遠野屋と称した。

## 経歴・人物
和泉堺の名家に生まれる。文学を好み、医師ではなかったが医に通じて女科（産婦人科）を得意とした。大徳寺の僧・大林宗套に帰依した（法号は雪庭宗瑞居士）。私財を投じて明の熊宗立が著した『医書大全』を翻刻し、享禄元年（1528年）に刊行した。同書は医書としては日本最初の印刷物である。